# Ерман (хребет)
Ѐрман (на руски: Эрмана хребет) е среднопланински хребет вюгозападна част на Забайкалски край на Русия и североизточната част на Монголия, аймака Дорнод. Простира се от югозапад на североизток на протежение около 140 km покрай десния бряг на река Онон (дясна съставяща на Шилка, от басейна на Амур). Максимална височина връх Токсук 1433 m (49°56′21″ с. ш. 113°10′06″ и. д. / 49.939167° с. ш. 113.168333° и. д.), разположен на руска територия. Изграден е от гранити, гнайси и кристалинни шисти. От него водят началото си множество къси и бурни десни притоци на Онон – Учирка, Могойтуй и др., река Ималка (влива се в езерото Барун-Торей) и няколко леви притока на река Улдза (влива се в езерото Зун-Торей) – Дуче Гол, Турген Гол, Тулаит Гол и др. Северозападните му склонове му са покрити с лиственични и борови гори, а югоизточните на височина до 900 – 1000 m – със степна растителност. Хребетът е открит, изследван и първично топографски заснет през 1897 г. от руския геолог Александър Герасимов и е наименуван в чест на немския физик и пътешественик, изследовател на Забайкалието Георг Адолф Ерман (1806 – 1877 г.).